# Duby letní v Albrechticích
Duby letní v Albrechticích jsou 4 památné stromy duby letní (Quercus robur L.) v osadě Pardubice v Albrechticích v okrese Karviná v pohoří Podbeskydská pahorkatina v Moravskoslezském kraji.

## Další informace
V osadě Pardubice v Albrechticích u domu na ulici K Potoku čp. 34 ve směru na Chotěbuz stojí skupina dubů letních. Podle údajů z 1. června 1990:
| Výška stromu                  | 21 m                        |
| Výška stromu                  | 20 m                        |
| Výška stromu                  | 20 m                        |
| Výška stromu                  | 16 m                        |
| Obvod kmene ve výčetní výšce: | 5,50 m                      |
| Obvod kmene ve výčetní výšce: | 4,40 m                      |
| Obvod kmene ve výčetní výšce: | 4,10 m                      |
| Obvod kmene ve výčetní výšce: | 3,65 m                      |
| Ochranné pásmo                | svislý průměr koruny stromu |
| Datum vyhlášení               | 1. června 1990              |